# Penny Werthner
Penny Werthner, född 5 juli 1951, är en friidrottare från Kanada. Hon deltog vid olympiska sommarspelen 1976.